# Roche-en-Forez
Roche-en-Forez (bis zum 31. Dezember 2024 Roche) ist eine französische Gemeinde mit 252 Einwohnern (Stand: 1. Januar 2022) im Département Loire in der Region Auvergne-Rhône-Alpes. Die Gemeinde gehört zum Arrondissement Montbrison und zum Kanton Montbrison. Die Einwohner werden Rochelois und Rocheloises genannt. 

## Geographie
Roche-en-Forez liegt etwa 39 Kilometer nordwestlich von Saint-Étienne am Forez. Umgeben wird Roche-en-Forez von den Nachbargemeinden Saint-Bonnet-le-Courreau im Norden, Châtelneuf im Nordosten, Essertines-en-Châtelneuf im Osten, Lérigneux im Süden und Südosten sowie Saint-Anthème im Westen.

## Bevölkerungsentwicklung
| Jahr                       | 1962 | 1968 | 1975 | 1982 | 1990 | 1999 | 2006 | 2017 |
| -------------------------- | ---- | ---- | ---- | ---- | ---- | ---- | ---- | ---- |
| Einwohner                  | 386  | 376  | 320  | 316  | 287  | 253  | 268  | 254  |
| Quellen: Cassini und INSEE |      |      |      |      |      |      |      |      |

## Sehenswürdigkeiten
- Pfarrkirche Saint-Martin, Neubau aus dem 19. Jahrhundert, seit 1927 als Monument historique eingeschrieben

## Nachweise

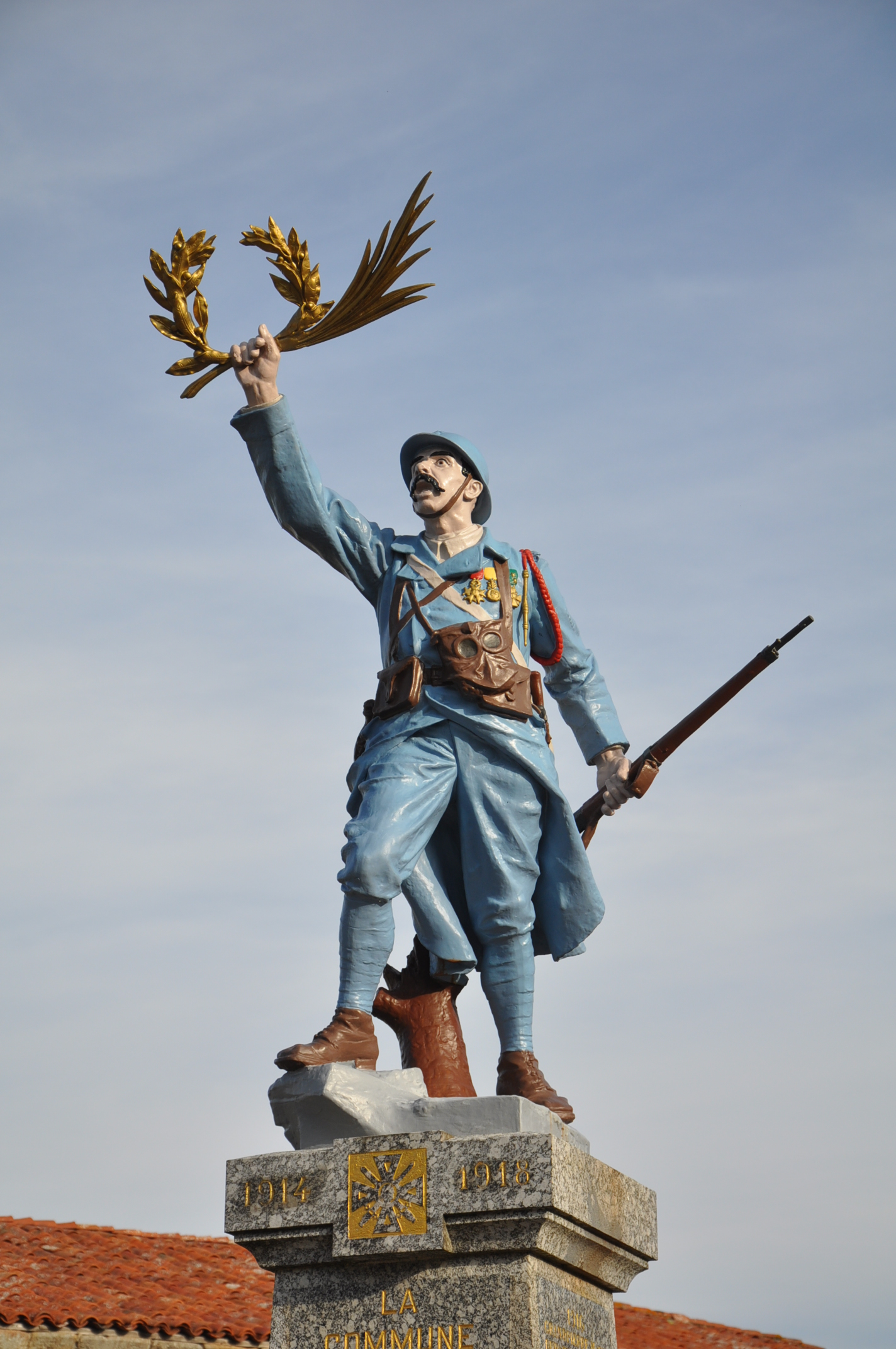
Gefallenendenkmal in Roche-en-Forez

1. ↑  Décret n° 2024-863 du 8 août 2024 portant changement du nom de communes, legifrance.gouv.fr, abgerufen am 20. Januar 2025